# Jakob Riis (direktør)
 Der er flere personer med dette navn, se Jakob Riis. (Se også artikler, som begynder med Jakob Riis)
Jakob Riis (født 1966) er nuværende koncernchef for Falck A/S.